# Epidendrum pachacutequianum
Epidendrum pachacutequianum là một loài thực vật có hoa trong họ Lan. Loài này được Hágsater & Collantes mô tả khoa học đầu tiên năm 2006.